# Microarthron komaroffi
Microarthron komaroffi – gatunek chrząszcza z rodziny kózkowatych.

## Występowanie
Występuje w półpustynnych i pustynnych obszarach środkowej Azji (Uzbekistanie, Turkmenistanie, Kazachstanie, Tadżykistanie), na pustyniach Kara-kum i Kyzył-kum.

## Biologia
Samice są ponad dwukrotnie większe od samców, nielotne, i żyją pod korą krzewów. Jedynie w celu zapłodnienia wysuwają spod kory odwłok. 
Larwy przypominają typowe larwy rodzaju Prionus, wyróżniają się m.in. wydłużonym trzecim członem czułków, stożkowatymi sensillami na drugim członie czułków, a przednią krawędź czoła (frons) od góry tworzy sześć ząbków. Odżywiają się drewnem saksaułów i należą do owadów związanych z kompleksem roślinności Haloxylon persicum + Calligonum eriopodum. Imagines osiągają 47 mm długości (samice) i 19 mm (samce), są żółtobrunatne, mają jednostronnie grzebieniaste czułki. U samic duża część odwłoka jest nieprzykryta okrywami.

## Taksonomia
Owad został opisany przez Carla Augusta Dohrna w 1885 roku, na podstawie okazów podarowanych entomologowi Johannowi André Ferdinandowi Badenowi (1828–1914) przez rosyjskiego generała Aleksandra Komarowa. Syntypy z kolekcji Dohrna znajdują się w kolekcji Muzeum i Instytut Zoologii Polskiej Akademii Nauk.
W 1900 roku Pic przeniósł ten takson do nowego rodzaju Microarthron.
Ze względu na cykl rozwojowy tego chrząszcza, samice stanowiły dużą rzadkość w zbiorach muzealnych i osiągały wyższe ceny niż samce. Przez długi czas większość okazów pochodziła z okolic osady Repetek (obecnie w Turkmenistanie).
Larwy tego chrząszcza długo były nieznane. Początkowo błędnie opisano larwy Apatophysis caspica jako należące do tego gatunku. Prawdziwe larwy M. komaroffi opisał w 1984 roku Danilewski.